# Dobia
Dobia ist ein Ort des Ortsteils Arnsgrün-Bernsgrün-Pöllwitz der Stadt Zeulenroda-Triebes im Landkreis Greiz in Thüringen.

## Lage
Dobia ist über die Kreisstraßen 504 und 513 zu erreichen. Das Dorf liegt auf einer Hochfläche mit Wald umgeben. Die Flur ist kupiert. Das Dorf befindet sich im Osten des Thüringer Schiefergebirges. Der Nachbarort ist Pöllwitz.

## Geschichte
Am 16. März 1366 wurde der Ort erstmals urkundlich erwähnt.  Die Kirche soll mindestens 850 Jahre alt sein. In Schönbacher Chroniken jedoch ist das Erbauungsjahr einer Kapelle Dobia 1374 genannt. Die Dorfkirche Dobia gehörte im 14. Jahrhundert zur Parochie Elsterberg, danach zur Abtei Schönbach. 150 Einwohner leben im Dorf. Dobia hatte im Jahr 1864 45 Häuser, in denen 239 Menschen wohnten.

## Persönlichkeiten
- August Gotthilf Rein (1772–1843), Philologe[5]

## Sehenswürdigkeiten

### Schwedenschanze (Dobia)
Bei Dobia befindet sich die sogenannte „Schwedenschanze“. Schwedenschanze und Flurstück „Gehau“ bringt man in Zusammenhang zum Volkshelden Georg Kresse.
Die Schwedenschanze von Dobia ist wohl identisch mit einer Wallanlage, die Wanderkarten knapp westlich der Straße von Wolfshain nach Pöllwitz (etwa mittig zwischen beiden Orten) verzeichnen.